# Prêmio Shaw

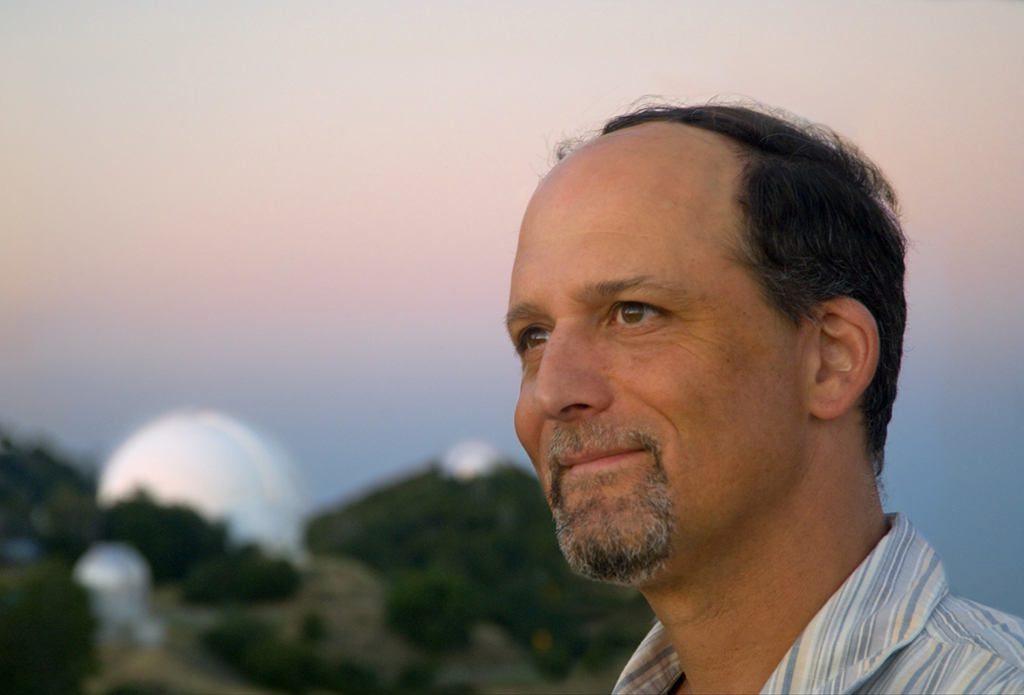
Geoffrey Marcy, um dos ganhadores do prêmio de astronomia de 2005

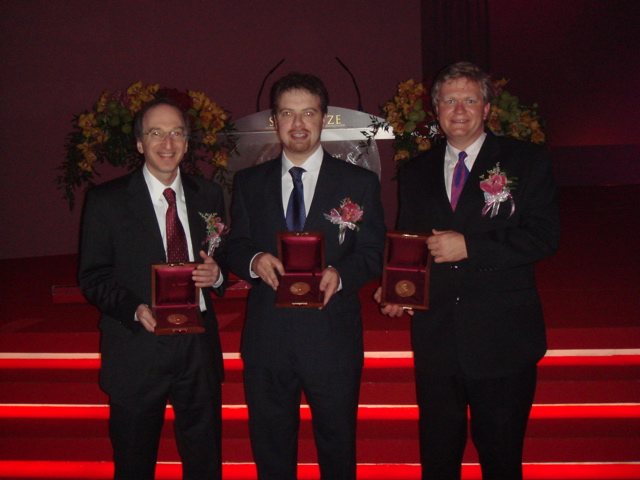
Saul Perlmutter, Adam Riess e Brian Schmidt (da esquerda para a direita) ganharam conjuntamente o prêmio de astronomia de 2006

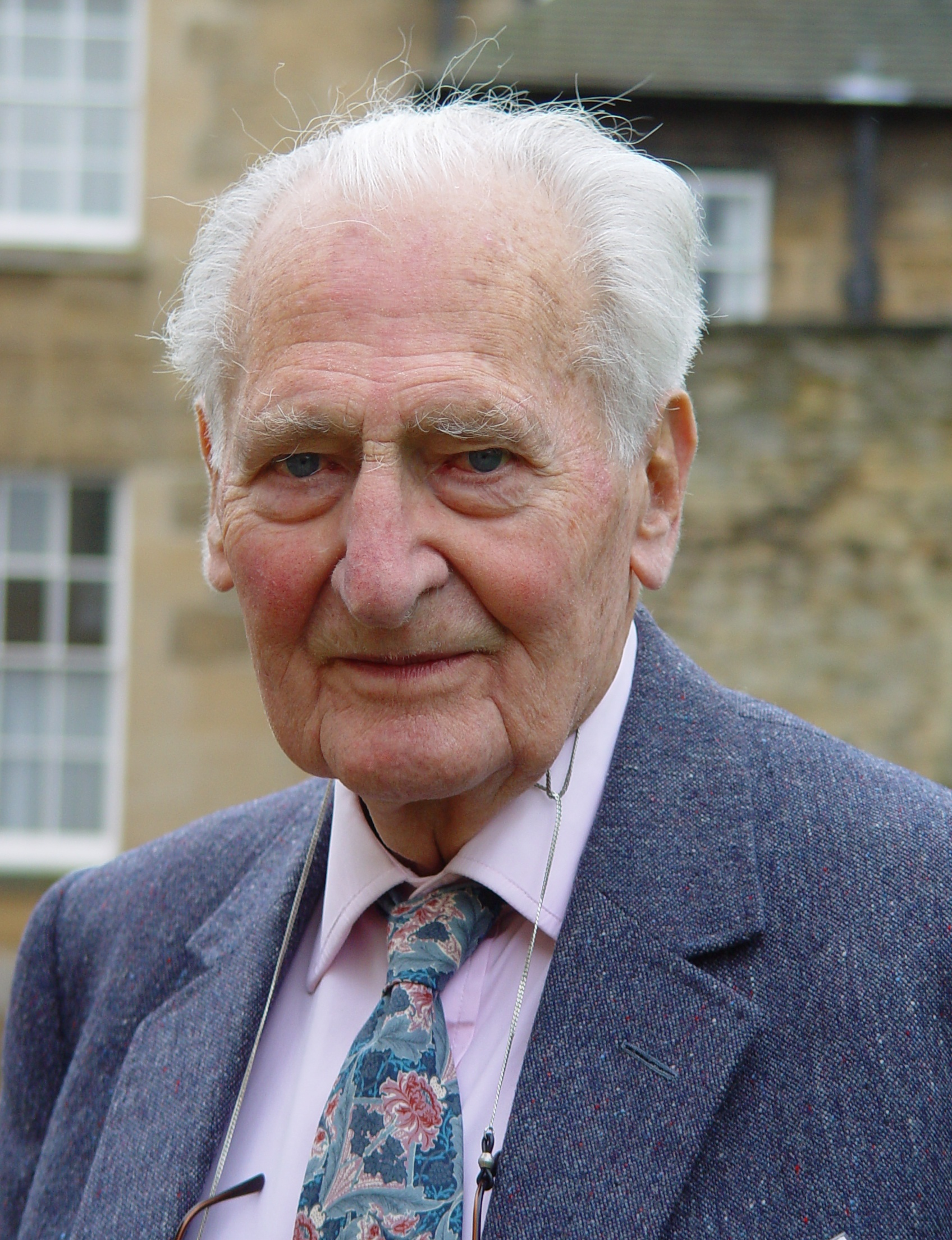
Richard Doll, um dos ganhadores do prêmio de biologia e medicina de 2004

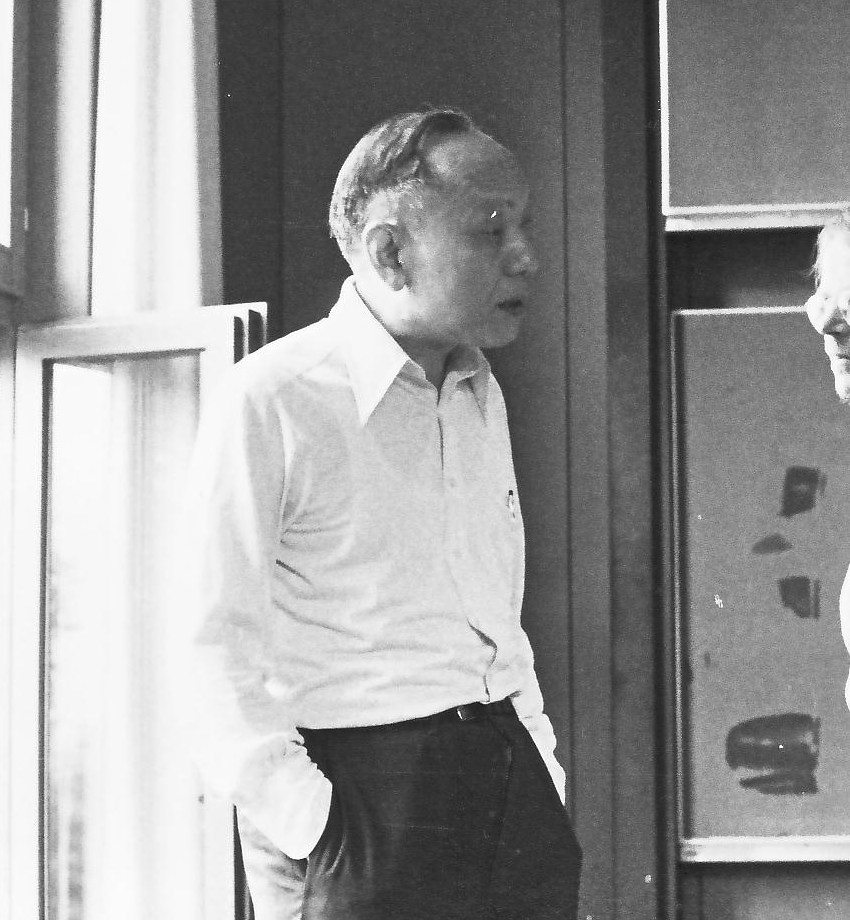
Shiing-Shen Chern, ganhador do prêmio de matemática de 2004

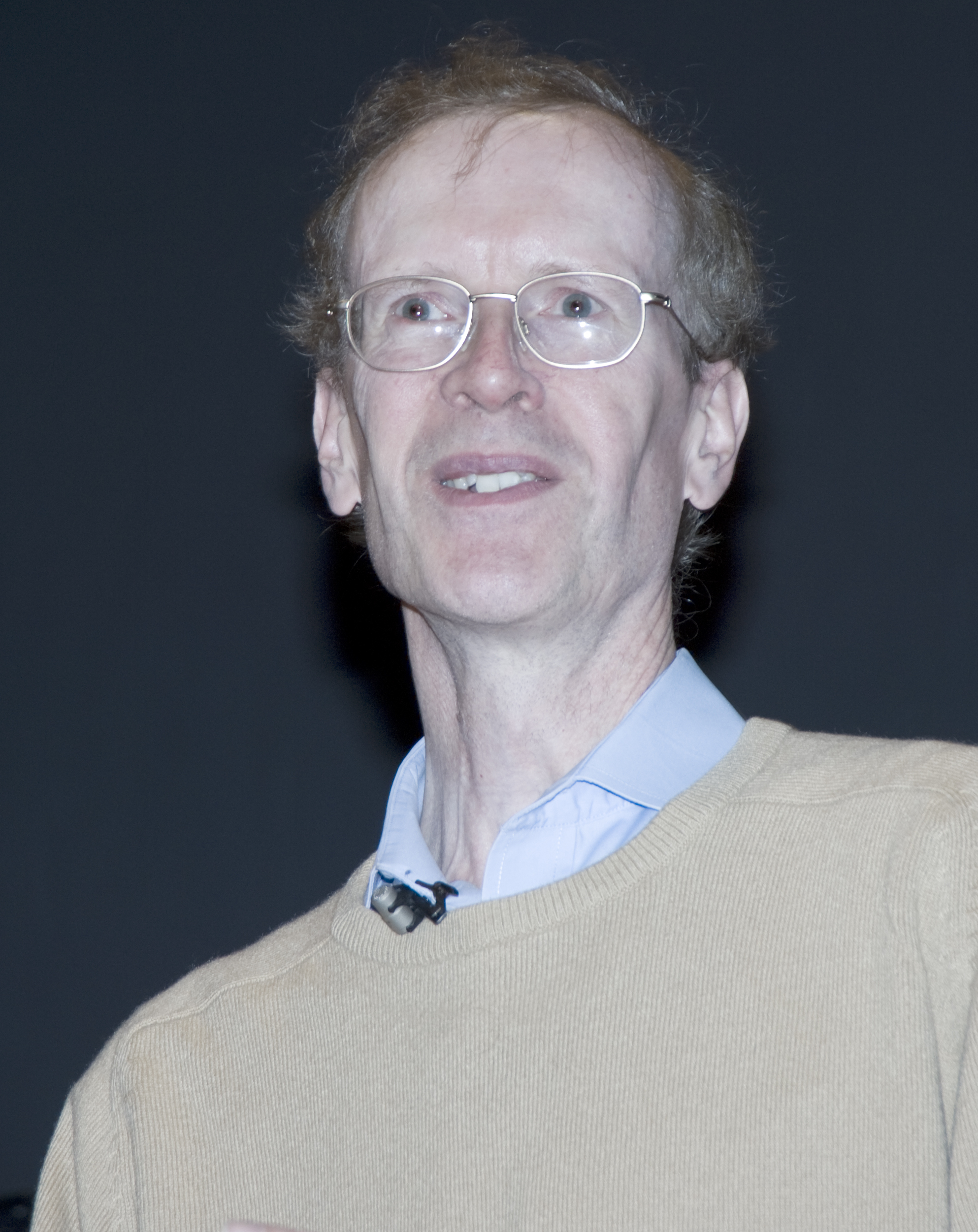
Andrew John Wiles, ganhador do prêmio de matemática de 2005

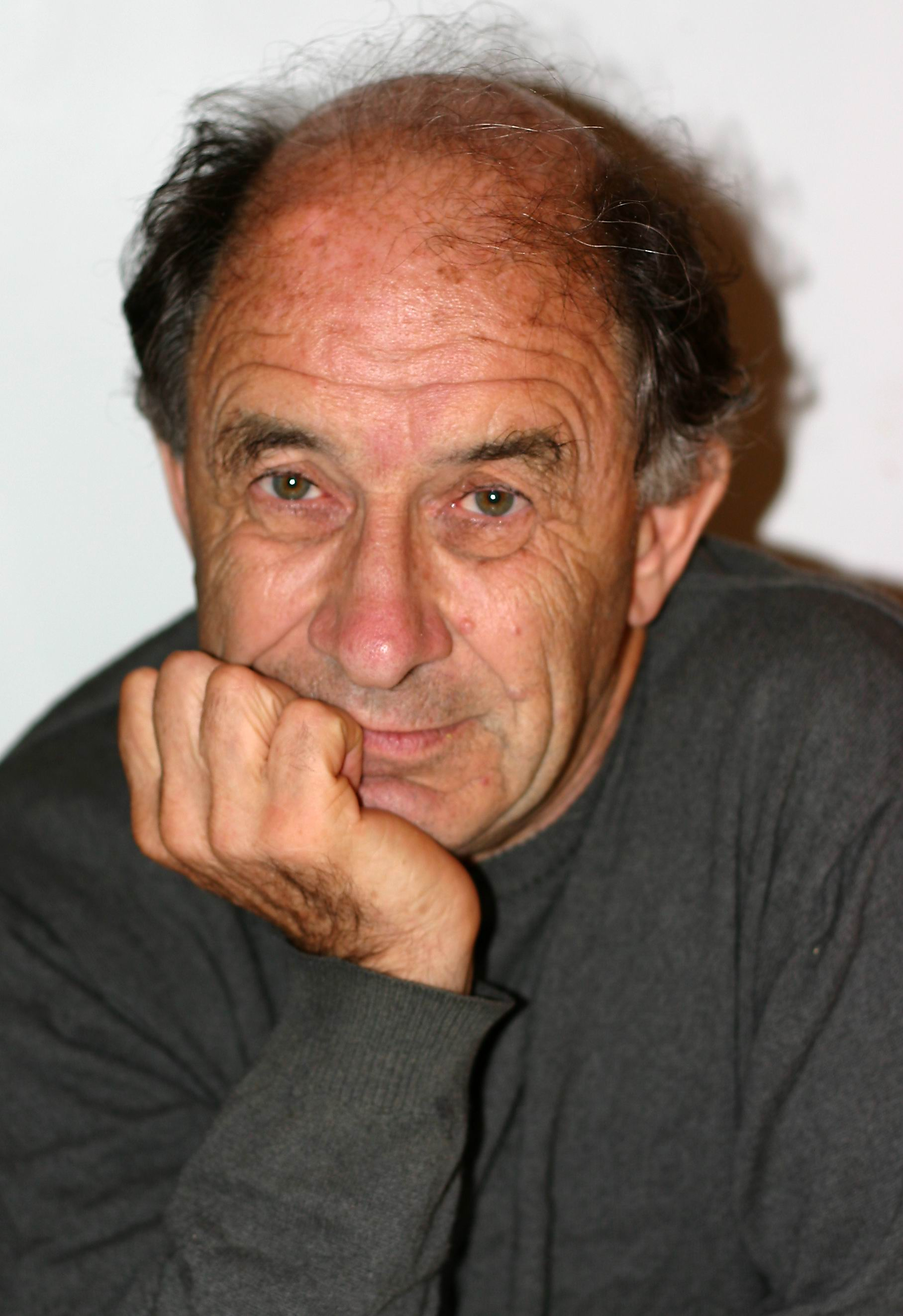
Vladimir Arnold, um dos ganhadores do prêmio de matemática de 2008

O Prêmio Shaw é uma condecoração da Fundação Prêmio Shaw para conquistas nos campos da astronomia, biologia e medicina, e matemática. Foi estabelecido em Hong Kong em 2002 e concedido pela primeira vez em 2004.

## Agraciados[1]

### Astronomia
| Ano  | Laureado                | Nacionalidade          | Fundamentação | Refs.         |
| ---- | ----------------------- | ---------------------- | --- | ------------- |
| 2004 | James Peebles           | Canadá                 | por suas contribuições à cosmologia | [ 2 ] [ 3 ]   |
| 2005 | Geoffrey Marcy          | Estados Unidos         | por suas contribuições que levaram à descoberta de sistemas planetários | [ 4 ] [ 5 ]   |
| 2005 | Michel Mayor            | Suíça                  | por suas contribuições que levaram à descoberta de sistemas planetários | [ 4 ] [ 5 ]   |
| 2006 | Saul Perlmutter         | Estados Unidos         | por encontrar a taxa de expansão da aceleração do universo e a densidade de energia do espaço | [ 6 ] [ 7 ]   |
| 2006 | Adam Riess              | Estados Unidos         | por encontrar a taxa de expansão da aceleração do universo e a densidade de energia do espaço | [ 6 ] [ 7 ]   |
| 2006 | Brian Schmidt           | Austrália              | por encontrar a taxa de expansão da aceleração do universo e a densidade de energia do espaço | [ 6 ] [ 7 ]   |
| 2007 | Peter Goldreich         | Estados Unidos         | por seus resultados obtidos em astrofísica teórica e planetologia | [ 8 ] [ 9 ]   |
| 2008 | Reinhard Genzel         | Alemanha               | por demonstrar que o centro da Via Láctea contém um buraco negro supermassivo | [ 10 ] [ 11 ] |
| 2009 | Frank Shu (徐遐生)      | Estados Unidos         | por suas contribuições à astronomia teórica | [ 12 ] [ 13 ] |
| 2010 | Charles Leonard Bennett | Estados Unidos         | por suas contribuições para o experimento Wilkinson Microwave Anisotropy Probe, que ajuda a determinar a geometria, idade e composição do universo | [ 14 ]        |
| 2010 | Lyman A. Page Jr.       | Estados Unidos         | por suas contribuições para o experimento Wilkinson Microwave Anisotropy Probe, que ajuda a determinar a geometria, idade e composição do universo | [ 14 ]        |
| 2010 | David N. Spergel        | Estados Unidos         | por suas contribuições para o experimento Wilkinson Microwave Anisotropy Probe, que ajuda a determinar a geometria, idade e composição do universo | [ 14 ]        |
| 2011 | Enrico Costa            | Itália                 | por sua liderança em missões espaciais que possibilitaram a demonstração da origem cosmológica das explosões de raios gama, as fontes mais brilhantes conhecidas no universo | [ 15 ]        |
| 2011 | Gerald Fishman          | Estados Unidos         | por sua liderança em missões espaciais que possibilitaram a demonstração da origem cosmológica das explosões de raios gama, as fontes mais brilhantes conhecidas no universo | [ 15 ]        |
| 2012 | David Jewitt            | Estados Unidos         | por sua descoberta e caracterização de corpos transnetunianos, um tesouro arqueológico que remonta à formação do sistema solar e a tão procurada fonte de cometas de curto período. | [ 16 ]        |
| 2012 | Jane Luu                | Estados Unidos         | por sua descoberta e caracterização de corpos transnetunianos, um tesouro arqueológico que remonta à formação do sistema solar e a tão procurada fonte de cometas de curto período. | [ 16 ]        |
| 2013 | Steven Balbus           | Estados Unidos         | por sua descoberta e estudo da instabilidade magnetorotacional, e por demonstrar que esta instabilidade leva à turbulência e é um mecanismo viável para o transporte de momento angular em discos de acreção astrofísica. | [ 17 ]        |
| 2013 | John Frederick Hawley   | Estados Unidos         | por sua descoberta e estudo da instabilidade magnetorotacional, e por demonstrar que esta instabilidade leva à turbulência e é um mecanismo viável para o transporte de momento angular em discos de acreção astrofísica. | [ 17 ]        |
| 2014 | Daniel Eisenstein       | Estados Unidos         | por suas contribuições para as medições de recursos na estrutura em grande escala de galáxias usadas para restringir o modelo cosmológico, incluindo oscilações acústicas bárions e distorções no espaço desvio para o vermelho. | [ 18 ]        |
| 2014 | Shaun Cole              | Reino Unido            | por suas contribuições para as medições de recursos na estrutura em grande escala de galáxias usadas para restringir o modelo cosmológico, incluindo oscilações acústicas bárions e distorções no espaço desvio para o vermelho. | [ 18 ]        |
| 2014 | John Andrew Peacock     | Reino Unido            | por suas contribuições para as medições de recursos na estrutura em grande escala de galáxias usadas para restringir o modelo cosmológico, incluindo oscilações acústicas bárions e distorções no espaço desvio para o vermelho. | [ 18 ]        |
| 2015 | William Borucki         | Estados Unidos         | por conceber e liderar a missão Kepler, que avançou bastante o conhecimento tanto dos sistemas planetários extra-solares como dos interiores estelares. | [ 19 ]        |
| 2016 | Ronald Drever           | Estados Unidos         | por conceber e projetar o Laser Interferometer Gravitational-Wave Observatory (LIGO), cuja recente detecção direta de ondas gravitacionais abre uma nova janela na astronomia, sendo a primeira descoberta notável a fusão de um par de buracos negros de massa estelar. | [ 20 ]        |
| 2016 | Kip Thorne              | Estados Unidos         | por conceber e projetar o Laser Interferometer Gravitational-Wave Observatory (LIGO), cuja recente detecção direta de ondas gravitacionais abre uma nova janela na astronomia, sendo a primeira descoberta notável a fusão de um par de buracos negros de massa estelar. | [ 20 ]        |
| 2016 | Rainer Weiss            | Estados Unidos         | por conceber e projetar o Laser Interferometer Gravitational-Wave Observatory (LIGO), cuja recente detecção direta de ondas gravitacionais abre uma nova janela na astronomia, sendo a primeira descoberta notável a fusão de um par de buracos negros de massa estelar. | [ 20 ]        |
| 2017 | Simon White             | Alemanha               | por suas contribuições para a compreensão da formação de estruturas no universo. Com poderosas simulações numéricas, ele mostrou como pequenas flutuações de densidade no início do universo se desenvolvem em galáxias e outras estruturas não lineares, apoiando fortemente uma cosmologia com uma geometria plana e dominada por matéria escura e uma constante cosmológica. | [ 21 ]        |
| 2018 | Jean-Loup Puget         | França                 | por suas contribuições para a astronomia na faixa espectral infravermelha a submilimétrica. Detectou o fundo cósmico infravermelho distante de galáxias formadoras de estrelas anteriores e propôs moléculas de hidrocarbonetos aromáticos como constituintes da matéria interestelar. Com a missão espacial Planck, avançou dramaticamente nosso conhecimento de cosmologia na presença de fundo de matéria interestelar.                                                                                                   | [ 22 ]        |
| 2019 | Ed Stone                | Estados Unidos         | por sua liderança no projeto Voyager, que, nas últimas quatro décadas, transformou nossa compreensão dos quatro planetas gigantes e do sistema solar externo, e agora começou a explorar o espaço interestelar. | [ 23 ]        |
| 2020 | Roger Blandford         | Estados Unidos         | por suas contribuições fundamentais para a astrofísica teórica, especialmente no que diz respeito à compreensão fundamental de núcleos galácticos ativos, a formação e colimação de jatos relativísticos, o mecanismo de extração de energia de buracos negros e a aceleração de partículas em choques e seus mecanismos de radiação relevantes. | [ 24 ]        |
| 2021 | Victoria Kaspi          | Estados Unidos/ Canadá | por suas contribuições para a nossa compreensão dos magnetares, uma classe de estrelas de nêutrons altamente magnetizadas que estão ligadas a uma ampla gama de fenômenos astrofísicos transitórios e espetaculares. Através do desenvolvimento de novas e precisas técnicas de observação, confirmaram a existência de estrelas de nêutrons com campos magnéticos ultrafortes e caracterizaram suas propriedades físicas. Seu trabalho estabeleceu os magnetares como uma nova e importante classe de objetos astrofísicos. | [ 25 ]        |
| 2021 | Chryssa Kouveliotou     | Grécia/ Estados Unidos | por suas contribuições para a nossa compreensão dos magnetares, uma classe de estrelas de nêutrons altamente magnetizadas que estão ligadas a uma ampla gama de fenômenos astrofísicos transitórios e espetaculares. Através do desenvolvimento de novas e precisas técnicas de observação, confirmaram a existência de estrelas de nêutrons com campos magnéticos ultrafortes e caracterizaram suas propriedades físicas. Seu trabalho estabeleceu os magnetares como uma nova e importante classe de objetos astrofísicos. | [ 25 ]        |

### Biologia e Medicina
| Ano     | Laureado                 | Nacionalidade  | Fundamentação | Refs.         |
| ------- | ------------------------ | -------------- | --- | ------------- |
| 2004[d] | Stanley Norman Cohen     | Estados Unidos | por suas contribuições para a clonagem de DNA e engenharia genética | [ 3 ] [ 26 ]  |
| 2004[d] | Herbert Boyer            | Estados Unidos | por suas contribuições para a clonagem de DNA e engenharia genética | [ 3 ] [ 26 ]  |
| 2004[d] | Yuet-Wai Kan             | Estados Unidos | por seus trabalhos sobre polimorfismo de DNA | [ 3 ] [ 27 ]  |
| 2004[d] | Richard Doll             | Reino Unido    | por suas contribuições para a epidemiologia do câncer | [ 3 ] [ 28 ]  |
| 2005    | Michael Berridge         | Reino Unido    | por seus trabalhos sobre a sinalização do cálcio, um processo que regula a atividade das células | [ 29 ] [ 30 ] |
| 2006    | Xiaodong Wang            | Estados Unidos | por seus trabalhos sobre morte celular programada | [ 31 ] [ 32 ] |
| 2007    | Robert Lefkowitz         | Estados Unidos | por seus trabalhos sobre o receptor acoplado à proteína G | [ 33 ] [ 34 ] |
| 2008[e] | Keith Campbell           | Reino Unido    | por seus trabalhos sobre a diferenciação celular em mamíferos, um processo que avança nosso conhecimento da biologia do desenvolvimento | [ 11 ] [ 35 ] |
| 2008[e] | Ian Wilmut               | Reino Unido    | por seus trabalhos sobre a diferenciação celular em mamíferos, um processo que avança nosso conhecimento da biologia do desenvolvimento | [ 11 ] [ 35 ] |
| 2008[e] | Shinya Yamanaka          | Japão          | por seus trabalhos sobre a diferenciação celular em mamíferos, um processo que avança nosso conhecimento da biologia do desenvolvimento | [ 11 ] [ 35 ] |
| 2009    | Douglas Leonard Coleman  | Estados Unidos | pela descoberta da leptina | [ 13 ] [ 36 ] |
| 2009    | Jeffrey Michael Friedman | Estados Unidos | pela descoberta da leptina | [ 13 ] [ 36 ] |
| 2010    | David Julius             | Estados Unidos | por sua descoberta de mecanismos moleculares pelos quais a pele sente estímulos dolorosos | [ 14 ]        |
| 2011    | Jules Hoffmann           | França         | por sua descoberta do mecanismo molecular da imunidade inata, a primeira linha de defesa contra patógenos | [ 37 ]        |
| 2011    | Ruslan Medzhitov         | Estados Unidos | por sua descoberta do mecanismo molecular da imunidade inata, a primeira linha de defesa contra patógenos | [ 37 ]        |
| 2011    | Bruce Beutler            | Estados Unidos | por sua descoberta do mecanismo molecular da imunidade inata, a primeira linha de defesa contra patógenos | [ 37 ]        |
| 2012    | Franz-Ulrich Hartl       | Alemanha       | por suas contribuições para a compreensão do mecanismo molecular do dobramento de proteínas. O dobramento adequado de proteínas é essencial para muitas funções celulares | [ 38 ]        |
| 2012    | Arthur Horwich           | Estados Unidos | por suas contribuições para a compreensão do mecanismo molecular do dobramento de proteínas. O dobramento adequado de proteínas é essencial para muitas funções celulares | [ 38 ]        |
| 2013    | Jeffrey Hall             | Estados Unidos | por sua descoberta de mecanismos moleculares subjacentes aos ritmos circadianos | [ 17 ]        |
| 2013    | Michael Rosbash          | Estados Unidos | por sua descoberta de mecanismos moleculares subjacentes aos ritmos circadianos | [ 17 ]        |
| 2013    | Michael Warren Young     | Estados Unidos | por sua descoberta de mecanismos moleculares subjacentes aos ritmos circadianos | [ 17 ]        |
| 2014    | Kazutoshi Mori           | Japão          | por sua descoberta da resposta de proteína não dobrada do retículo endoplasmático, uma via de sinalização celular que controla a homeostase de organelas e a qualidade da exportação de proteínas em células eucarióticas | [ 18 ]        |
| 2014    | Peter Walter             | Estados Unidos | por sua descoberta da resposta de proteína não dobrada do retículo endoplasmático, uma via de sinalização celular que controla a homeostase de organelas e a qualidade da exportação de proteínas em células eucarióticas | [ 18 ]        |
| 2015    | Bonnie Bassler           | Estados Unidos | por elucidar o mecanismo molecular do quorum sensing, um processo pelo qual as bactérias se comunicam entre si e que oferece maneiras inovadoras de interferir com patógenos bacterianos ou de modular o microbioma para aplicações na saúde | [ 19 ]        |
| 2015    | Everett Peter Greenberg  | Estados Unidos | por elucidar o mecanismo molecular do quorum sensing, um processo pelo qual as bactérias se comunicam entre si e que oferece maneiras inovadoras de interferir com patógenos bacterianos ou de modular o microbioma para aplicações na saúde | [ 19 ]        |
| 2016    | Adrian Bird              | Reino Unido    | por sua descoberta dos genes e das proteínas codificadas que reconhecem uma modificação química do DNA dos cromossomos que influencia o controle do gene como a base do transtorno de desenvolvimento da síndrome de Rett | [ 20 ]        |
| 2016    | Huda Zoghbi              | Estados Unidos | por sua descoberta dos genes e das proteínas codificadas que reconhecem uma modificação química do DNA dos cromossomos que influencia o controle do gene como a base do transtorno de desenvolvimento da síndrome de Rett | [ 20 ]        |
| 2017    | Ian Read Gibbons         | Estados Unidos | por sua descoberta de proteínas motoras associadas aos microtúbulos: motores que impulsionam os movimentos celulares e intracelulares essenciais para o crescimento, divisão e sobrevivência das células humanas | [ 21 ]        |
| 2017    | Ronald Vale              | Estados Unidos | por sua descoberta de proteínas motoras associadas aos microtúbulos: motores que impulsionam os movimentos celulares e intracelulares essenciais para o crescimento, divisão e sobrevivência das células humanas | [ 21 ]        |
| 2018    | Mary-Claire King         | Estados Unidos | pelo mapeamento do primeiro gene do câncer de mama. Usando modelos matemáticos, King previu e depois demonstrou que o câncer de mama pode ser causado por um único gene. Ela mapeou o gene que facilitou sua clonagem e salvou milhares de vidas. | [ 39 ]        |
| 2019    | Maria Jasin              | Estados Unidos | por seu trabalho mostrando que quebras localizadas de fita dupla no DNA estimulam a recombinação em células de mamíferos. Este trabalho seminal foi essencial e conduziu diretamente às ferramentas que permitem a edição em locais específicos nos genomas de mamíferos.                                                                               | [ 40 ]        |
| 2020    | Gero Miesenböck          | Áustria        | pelo desenvolvimento da optogenética, uma tecnologia que revolucionou a neurociência. | [ 41 ]        |
| 2020    | Peter Hegemann           | Alemanha       | pelo desenvolvimento da optogenética, uma tecnologia que revolucionou a neurociência. | [ 41 ]        |
| 2020    | Georg Nagel              | Alemanha       | pelo desenvolvimento da optogenética, uma tecnologia que revolucionou a neurociência. | [ 41 ]        |
| 2021    | Scott David Emr          | Estados Unidos | pela descoberta histórica da via ESCRT (Endosomal Sorting Complex Required for Transport), que é essencial em diversos processos que envolvem biologia de membrana, incluindo divisão celular, regulação de receptor de superfície celular, disseminação viral e poda de axônio de nervo. Esses processos são fundamentais para a vida, saúde e doença. | [ 42 ]        |

### Matemática
| Ano  | Laureado                | Nacionalidade             | Fundamentação | Refs.         |
| ---- | ----------------------- | ------------------------- | --- | ------------- |
| 2004 | Shiing-Shen Chern       | China                     | pelo seu início e pioneirismo da geometria diferencial global | [ 43 ] [ 44 ] |
| 2005 | Andrew John Wiles       | Estados Unidos            | por sua prova do último teorema de Fermat | [ 45 ] [ 46 ] |
| 2006 | David Mumford           | Estados Unidos            | por suas contribuições à teoria dos padrões e pesquisas sobre a visão computacional | [ 47 ] [ 48 ] |
| 2006 | Wentsun Wu              | China                     | por suas contribuições à mecanização matemática | [ 47 ] [ 48 ] |
| 2007 | Robert Langlands        | Canadá                    | pelo desenvolvimento do programa Langlands, que conecta números primos com simetria | [ 49 ] [ 50 ] |
| 2007 | Richard Taylor          | Reino Unido               | pelo desenvolvimento do programa Langlands, que conecta números primos com simetria | [ 49 ] [ 50 ] |
| 2008 | Vladimir Arnold         | Rússia                    | por suas contribuções à física matemática | [ 11 ] [ 51 ] |
| 2008 | Ludvig Faddeev          | Rússia                    | por suas contribuções à física matemática | [ 11 ] [ 51 ] |
| 2009 | Simon Donaldson         | Reino Unido               | por suas contribuições para a geometria de 3 e 4 dimensões | [ 13 ] [ 52 ] |
| 2009 | Clifford Taubes         | Estados Unidos            | por suas contribuições para a geometria de 3 e 4 dimensões | [ 13 ] [ 52 ] |
| 2010 | Jean Bourgain           | Bélgica                   | por seu trabalho em análise matemática e sua aplicação a campos abrangendo desde equações diferenciais parciais até ciência da computação teórica | [ 14 ]        |
| 2011 | Demetrios Christodoulou | Grécia                    | por seus trabalhos altamente inovadores em equações diferenciais parciais não lineares na geometria Lorentziana e Riemanniana e suas aplicações à relatividade geral e topologia | [ 53 ]        |
| 2011 | Richard Hamilton        | Estados Unidos            | por seus trabalhos altamente inovadores em equações diferenciais parciais não lineares na geometria Lorentziana e Riemanniana e suas aplicações à relatividade geral e topologia | [ 53 ]        |
| 2012 | Maxim Kontsevich        | Rússia                    | por seus trabalhos pioneiros em álgebra, geometria e física matemática e, em particular, quantização de deformação, integração motívica e simetria de espelho | [ 54 ]        |
| 2013 | David Donoho            | Estados Unidos            | por suas contribuições profundas para a estatística matemática moderna e, em particular, o desenvolvimento de algoritmos ótimos para estimativa estatística na presença de ruído e de técnicas eficientes para representação esparsa e recuperação em grandes conjuntos de dados                              | [ 17 ]        |
| 2014 | George Lusztig          | Estados Unidos            | por suas contribuições fundamentais à álgebra, geometria algébrica e teoria da representação, e por entrelaçar esses assuntos para resolver velhos problemas e revelar belas novas conexões | [ 18 ]        |
| 2015 | Gerd Faltings           | Alemanha                  | pela introdução e desenvolvimento de ferramentas fundamentais na teoria dos números, permitindo-lhes, assim como a outros, resolver alguns problemas clássicos de longa data | [ 19 ]        |
| 2015 | Henryk Iwaniec          | Estados Unidos            | pela introdução e desenvolvimento de ferramentas fundamentais na teoria dos números, permitindo-lhes, assim como a outros, resolver alguns problemas clássicos de longa data | [ 19 ]        |
| 2016 | Nigel Hitchin           | Reino Unido               | por suas contribuições de longo alcance à geometria, teoria da representação e física teórica. Os conceitos e técnicas fundamentais e elegantes que ele introduziu tiveram amplo impacto e são de importância duradoura                                                                                       | [ 20 ]        |
| 2017 | János Kollár            | Estados Unidos            | por seus resultados notáveis em muitas áreas centrais da geometria algébrica, que transformaram o campo e levaram à solução de problemas antigos que pareciam fora de alcance | [ 21 ]        |
| 2017 | Claire Voisin           | França                    | por seus resultados notáveis em muitas áreas centrais da geometria algébrica, que transformaram o campo e levaram à solução de problemas antigos que pareciam fora de alcance | [ 21 ]        |
| 2018 | Luis Caffarelli         | Argentina/ Estados Unidos | por seu trabalho inovador em equações diferenciais parciais, incluindo a criação de uma teoria de regularidade para equações não lineares, como a equação de Monge-Ampère, e problemas de fronteira livre, como o problema de obstáculos, trabalho que influenciou toda uma geração de pesquisadores no campo | [ 22 ]        |
| 2019 | Michel Talagrand        | França                    | por seu trabalho sobre desigualdades de concentração, suprema de processos estocásticos e resultados rigorosos para vidros de spin | [ 55 ]        |
| 2020 | Alexander Beilinson     | Rússia/ Estados Unidos    | por sua enorme influência e contribuições profundas para a teoria da representação, bem como muitas outras áreas da matemática | [ 56 ]        |
| 2020 | David Kazhdan           | Estados Unidos/ Israel    | por sua enorme influência e contribuições profundas para a teoria da representação, bem como muitas outras áreas da matemática | [ 56 ]        |
| 2021 | Jean-Michel Bismut      | França                    | por seus insights notáveis que transformaram e continuam a transformar a geometria moderna | [ 57 ]        |
| 2021 | Jeff Cheeger            | Estados Unidos            | por seus insights notáveis que transformaram e continuam a transformar a geometria moderna | [ 57 ]        |